# Schumacher Packaging

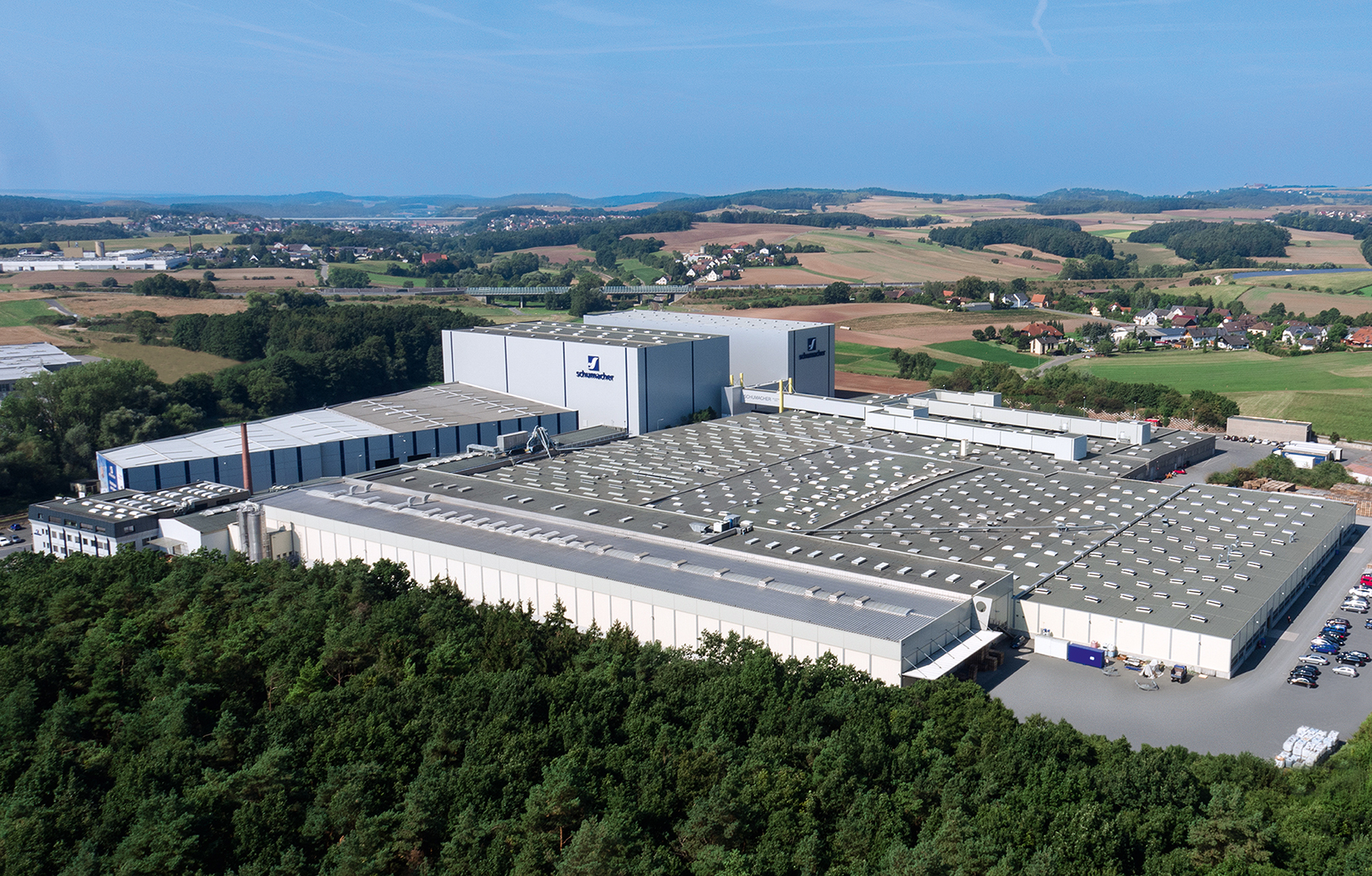
Werk in Ebersdorf bei Coburg, 2016

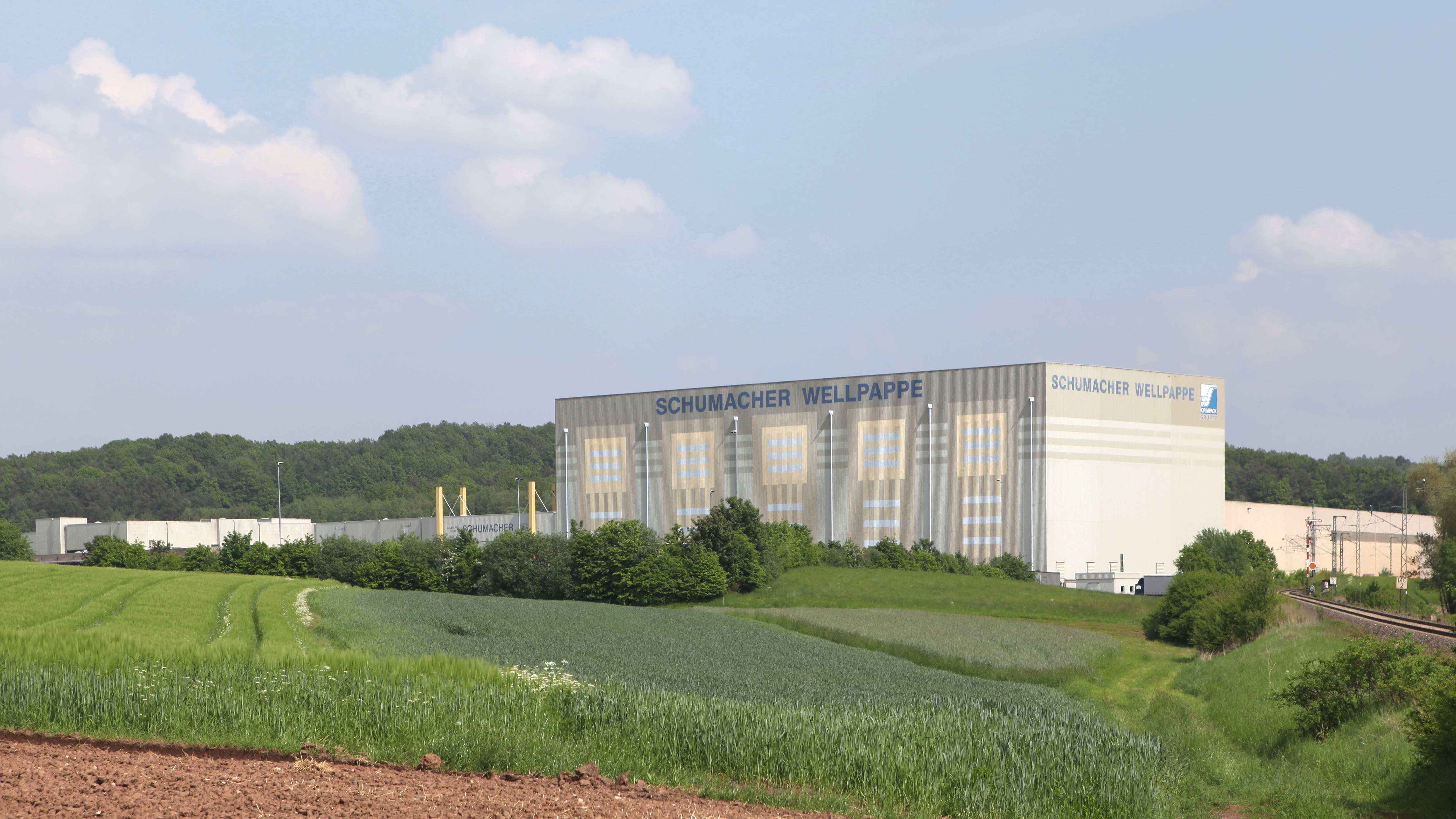
Werk in Ebersdorf bei Coburg, 2010

Die Schumacher Packaging Gruppe war ein Wellpappenproduzent und Komplettanbieter für papierbasierte Verpackungslösungen. Das mittelständische, familiengeführte Unternehmen hatte seinen Stammsitz im oberfränkischen Ebersdorf bei Coburg.

## Unternehmen
Die Schumacher Packaging Gruppe war ein Hersteller für papierbasierte Verpackungslösungen aus Well- und Vollpappe. Das Produktspektrum reichte von Transport-, Automaten- und Verkaufsverpackungen über Faltschachteln und Trays bis hin zu Präsentverpackungen und Displays.
Im Geschäftsjahr 2022 erwirtschaftete die Unternehmensgruppe einen Jahresumsatz von 1,2 Milliarden Euro. Das Familienunternehmen beschäftigte europaweit rund 4.100 Mitarbeiter (Stand: 2024).

## Geschichte
Im Jahr 1948 gründete Kurt H. Schumacher in Ebersdorf bei Coburg einen Handelsbetrieb für die lokale Spielwaren-, Polster- und Kleinmöbelindustrie. 1957 übernahm sein Sohn Wulf das Unternehmen, der den Geschäftszweig der Wellpappeverpackungen strategisch zum zentralen Produkt ausbaute. 1970 folgte der Einstieg in die Wellpappenproduktion.
Zuerst erwarb die Kurt H. Schumacher Crimpack Wellpappenwerk KG im Jahr 1999 das 1889 gegründete F. Luce Verpackungswerk in Bielefeld. 2000 nahm dann die neu gegründete Tochterfirma Tektura im polnischen Wrocław die Produktion auf. In einem Joint-Venture beteiligte sich das Unternehmen an der Verpa Folie Wrocław, einem Produzenten von Polyethylen-Folien. Ein Jahr später folgte die Luce Verpackungswerk GmbH in Sonneberg im Süden Thüringens. 2002 übernahm das Familienunternehmen die 1925 gegründete Kartonax GmbH & Co. KG in Nürnberg.
Die Kartonagen Schwarzenberg GmbH in Schwarzenberg (1868 gegründet) und die Wasgau Packaging GmbH in Hauenstein (1934 gegründet) gehörten seit 2008 und 2009 zur Unternehmensgruppe. Seit dem 1. September 2009 firmierten die zuvor zur Crimpack-Gruppe gehörenden Gesellschaften unter dem einheitlichen Namen Schumacher Packaging. 2010 übernahmen die Brüder Björn und Hendrik Schumacher die Leitung der Gruppe von ihrem Vater Wulf. Die jüngste Akquisition im August desselben Jahres betraf die ehemalige polnische Polpak-Gruppe mit den Standorten Bydgoszcz und Grudziądz. Das Werk in Nürnberg wurde 2011 durch einen neu gebauten Produktionsstandort in Forchheim abgelöst.
Im Jahr 2014 kamen zwei neue Produktionsstandorte in Greven und in Breda hinzu. 2016 folgte der Kauf einer Papierfabrik im polnischen Myszków. 2017 wurden die Verpackungsdienstleister Konverdi GmbH und die Konverdi Copacking GmbH in Deutschland sowie Nypack s.r.o. in Tschechien übernommen. 2018 verfügte Schumacher Packaging über 15 Produktionsstandorte in Europa. Seit November 2019 gehört auch der britische Verpackungshersteller Jaffabox Limited (seit April 2020 Schumacher Packaging Ltd) mit Sitz in Birmingham zur Unternehmensgruppe.
Im März 2021 nahm Schumacher Packaging am Standort Greven mit dem RSR®-Drucker (RSR®: Roll to printed Sheet in Real Time) der BHS Corrugated Maschinen- und Anlagenbau GmbH eine neu entwickelte, hocheffiziente Digitaldruckmaschine in Betrieb. Zudem wird das Werk Greven im Jahr 2022 zu einem Multi-Mega-Werk der nächsten Generation ausgebaut werden und den Stammsitz Ebersdorf als das bisher größte Wellpappe-Werk ablösen. Im November 2021 gab das Unternehmen bekannt, dass es bis 2025 rund 700 Millionen Euro in den Auf- und Ausbau von Wellpappe-Werken und Papierfabriken sowie in nachhaltige Zukunftstechnologien investieren werde. Im Februar 2022 übernahm Schumacher Packaging die Mehrheit an der Kartonfabrik Kaierde im niedersächsischen Delligsen und steigerte damit seine Gesamtkapazitäten im Bereich Vollpappe um 50 Prozent. 2023 wuchs die Unternehmensgruppe mit dem Kartonagenwerk Leipzig Land und der Papierfabrik Cartiere Modesto Cardella S.P.A. im italienischen Lucca um zwei weitere Standorte.
Im Sommer 2024 verkaufte Schumacher seine polnische Tochtergesellschaft, die ein Drittel des Umsatzes ausgemacht und 1540 Mitarbeiter hatte, an den spanischen Papierhersteller Saica.  Im Oktober 2024 wurde die für 2025 geplante Übernahme der Geschäftsbereiche in Deutschland, Großbritannien und den Niederlanden für  634 Millionen Euro durch das britisch-österreichische Verpackungsunternehmen Mondi bekannt.

## Ehemalige Standorte
- Deutschland
- Dänemark
- Großbritannien
- Niederlande
- Polen
- Serbien
- Tschechien
- Italien